# GO YOUR OWN WAY
「GO YOUR OWN WAY」（ゴー・ユア・オウン・ウェイ）は、滴草由実の10枚目のシングル。

## 概要
4枚目のアルバム『THE PAINTED SOUL』の先行シングル。
現在、滴草由実として最後のCDシングル。
2007年発表の「I still believe 〜ため息〜」以来の、アニメ『名探偵コナン』タイアップ曲。初期のアレンジはロックバラードだったという。

## 収録曲
1. GO YOUR OWN WAY
作詞：滴草由実　作曲：後藤康二　編曲：Double S & MissTy
  - 読売テレビ・日本テレビ系全国ネットアニメ『名探偵コナン』エンディングテーマ
  - チバテレビ制作UHF32局ネット『MU-GEN 〜Music Generations〜』2008年10月度エンディングテーマ
2. Stay with me
作詞·作曲：滴草由実　編曲：Double S
3. YOU ARE EVERYTHING (feat. JAHAH)
作詞·作曲：Linda Creed & Thom bell 　編曲：JAHAH for JBerry Publishing / BMI
4. GO YOUR OWN WAY (Instrumental)

## 収録アルバム
- THE PAINTED SOUL（#1）
- THE BEST OF DETECTIVE CONAN 4 〜名探偵コナン テーマ曲集4〜（#1）
- ＃10 story 〜Best of Yumi Shizukusa〜（#1）